# Carmen Silvera
Carmen Dorothy Blanche Silvera (Toronto, 1922. június 2. – London, 2002. augusztus 3.) angol színésznő.

## Élete
Szülei Roland Silvera és Dorothy White voltak. Kanadában a Ballets Russes nevű balettképző osztályban tanult, majd később több produkcióban is részt vett. Amikor visszatért Nagy-Britanniába, a London Academy of Music and Dramatic Arton tanult.
A színésznő első szerepét 1961-ben kapta az Emergency-Ward 10 című sorozatban, majd 1963-1965 között a Compact című televíziós sorozatban Camilla Hope szerepét 190 részen át formálta magára. 1971-ben Elsa Farson karakterét öltötte magára a Clinic Exclusive című drámában. 1974-ben Mrs. Berkley jellemét keltette életre az On the Game című komédiában, azután Lady Bottomley szerepében tűnt fel a 76-os Keep It Up Downstairs című vígjátékban.
Ezt követően epizódszerepet kapott a Meghökkentő mesék, The Gentle Touch és a The Little and Large Show-ban. 1982 és 1992 között a Halló, halló! című televíziós sorozatban 85 részen át formálta magára Edith Artois karakterét. 1996-ban a La passione című filmben kapott kisebb szerepet, valamint az utolsó szerepét 2001-ben kapta a Revolver című tévéműsorban.
1941-ben hozzáment John Cunliffe szerzőhöz, de házasságuk nem tartott sokáig, és 1948-ban elváltak.
Silvera 2002. augusztus 3-án Northwood a Denville Hall nevű öregek otthonában hunyt el tüdőrákban.

## Filmjei
- 1966: The Celestial Toymaker
- 1974: Invasion of the Dinosaurs
- 1982–1992: Halló, halló!